# Florian Lechner
Florian Lechner (ur. 3 marca 1981) – niemiecki piłkarz występujący na pozycji obrońcy. Zawodnik klubu Karlsruher SC.

## Kariera
Lechner jako junior grał w klubach SV Pfahlheim, SVH Königsbronn oraz VfB Stuttgart, do którego trafił w 1996 roku. W 2000 roku został włączony do jego rezerw, grających w Regionalligi Süd. W 2002 roku spadł z nimi do Oberligi Baden-Württemberg, ale po roku powrócił z zespołem do Regionalligi Süd. W rezerwach Stuttgartu spędził 4 lata.
W 2004 roku Lechner odszedł do zespołu FC St. Pauli z Regionalligi Nord. W 2007 roku awansował z nim do 2. Bundesligi. Zadebiutował w niej 8 lutego 2009 roku w przegranym 0:3 spotkaniu z SpVgg Greuther Fürth. W 2010 roku awansował z klubem do Bundesligi. W tych rozgrywkach pierwszy mecz zaliczył 1 października 2010 roku przeciwko Hannoverowi 96 (1:0).
Przed sezonem 2011/2012 wzmocnił zespół Karlsruher SC.